# Pocher & Papa auf Reisen
Pocher & Papa auf Reisen ist eine Doku-Soap, die seit 2020 bei RTL ausgestrahlt wird. Moderiert wird die Sendung von Oliver Pocher. 2021 konnten coronabedingt keine weiteren Folgen gedreht werden. 2022 und 2023 wurden weitere Folgen ausgestrahlt.
Die Sendung wurde bereits in Thailand, in den USA, in Großbritannien sowie in Portugal und Spanien produziert. Produziert wird die Sendung von Banijay Productions Germany.

## Konzept
In jeder Folge begibt sich der Comedian und Moderator Oliver Pocher mit seinem Vater Gerhard Pocher auf eine Reise. Dabei reisen sie durch die Länder, um Bräuche, seltsames Essen und die fremden Sitten kennenzulernen.

## Episoden
| Folge | Titel                  | Drehort           | Erstausstrahlung |
| ----- | ---------------------- | ----------------- | ---------------- |
| 1     | Thailand               | Thailand          | 19.06.2020       |
| 2     | USA                    | USA               | 26.06.2020       |
| 3     | Großbritannien         | Großbritannien    | 09.08.2022       |
| 4     | Portugal und Südeuropa | Portugal, Spanien | 30.05.2023       |

### Specials
| Special | Titel                               | Erstausstrahlung |
| ------- | ----------------------------------- | ---------------- |
| 1       | Die Highlights aus Thailand und USA |                  |

## Einschaltquoten
| Folge | Ausstrahlung | Zuschauer | Zuschauer       | Marktanteil | Marktanteil     | Quelle |
| Folge | Ausstrahlung | Gesamt    | 14 bis 49 Jahre | Gesamt      | 14 bis 49 Jahre | Quelle |
| ----- | ------------ | --------- | --------------- | ----------- | --------------- | ------ |
| 1     | 19.06.2020   | 1,99 Mio. | 1,08 Mio.       | 14,7 %      | –               | [ 2 ]  |
| 2     | 26.06.2020   | 1,55 Mio. | 0,79 Mio.       | –           | 13,1 %          | [ 3 ]  |
| 3     | 09.08.2022   | 1,03 Mio. | 0,48 Mio.       | 4,6 %       | 10,1 %          | [ 4 ]  |
| 4     | 30.05.2023   | 1,01 Mio. | –               | –           | 8,3 %           | [ 5 ]  |